# Paulinów (Ostrowiec Świętokrzyski)
Paulinów – część osiedla Częstocice w Ostrowcu Świętokrzyskim.

## Położenie
Paulinów leży w północnej części osiedla Częstocice nad struga Modłą i wybudowanym w XIX wieku kanałem łączącym ją z tzw. stawami hutniczymi na Starym Zakładzie. Jego oś komunikacyjną stanowi ul. Stefana Żeromskiego (na południe od linii kolejowej nr 25, która oddziela Paulinów od osiedla Kuźnia).
Znajduje się on na trasie  czerwonego szlaku rowerowego im. Mieczysława Radwana.

## Historia
Osada powstała w I połowie XIX wieku przy cegielni zbudowanej na potrzeby nowo powstającego zakładu w Klimkiewiczowie. Wchodziła wówczas w skład gminy Częstocice.

## Zabudowa
Na rogu ulic Kolejowej i Żeromskiego znajduje się Piłkarski Ośrodek Treningowy oddany do użytku w czerwcu 2007 roku. Składają się na niego dwa boiska o nawierzchni trawiastej i jedno z nawierzchnią sztuczną, 14 masztów oświetleniowych o łącznej mocy 220 lx, trybuny na 288 miejsc siedzących oraz zaplecze sanitarne.

## Komunikacja miejska
Połączenie Paulinowa z resztą miasta zapewniają autobusy MPK w Ostrowcu Świętokrzyskim linii: 0, 5, 8, 19 i 20.